# Старково (Нижегородская область)
Старково — село в Володарском районе Нижегородской области России, входит в состав Мулинского сельсовета.

## География
Село расположено в 2 км на юго-запад от центра поселения посёлка Мулино и в 21 км на северо-запад от райцентра города Володарска близ автодороги М-7 «Волга».

## История
Первое упоминание о деревни Старково относится к 1446 году, когда она упоминается среди прочих деревень в жалованной грамоте Спасо-Ефимиеву монастырю на деревни Гороховецкой волости. До 1764 года село принадлежало Спасо-Ефимиеву монастырю. По писцовым книгам 1628 года в Старкове значился двор монастырский, а в нём: дворник, монастырник, 7 дворов крестьянских и 3 бобыльских. По документам той поры храма в Старкове не существовало. Но уже через 50 лет — в 1678 году в переписных книгах числится деревянная церковь во имя Живоначальной Троицы. Эта церковь в 1749 году сгорела и вместо неё построена была новая деревянная же церковь, купленная в Быстрицком погосте. В 1795 году и эта церковь сгорела, а в 1797 году вместо неё вновь была построена деревянная церковь. В 1863 году была построена каменная церковь, а деревянная церковь в 1867 году была разобрана. Было освящено 2 престола — во имя Троицы и в честь Нерукотворного образа Христа Спасителя. В Старкове с середины XIX века действовала церковно-приходская школа.
Церковь в Старкове благополучно пережила «сталинские времена», и была, в округе, одной из действующих в послевоенное время. Церковь пережила времена богоборчества и войны и по сегодняшний день открыта для прихожан.
В конце XIX — начале XX века село являлось крупным населённым пунктом в составе Мячковской волости Гороховецкого уезда Владимирской губернии. В 1859 году в селе числилось 70 дворов, в 1905 году — 111 дворов.
С 1929 года село являлось центром Старковского сельсовета Гороховецкого района Ивановской Промышленной области. С 1944 года — в составе Володарского района Горьковской области.

## Население
| 1859 | 1897 | 1905 |
| ---- | ---- | ---- |
| 394  | 552  | 600  |

| 1859 | 1897 | 1905 | 1926 | 1999 | 2002 | 2010 |
| ---- | ---- | ---- | ---- | ---- | ---- | ---- |
| 394  | ↗552 | ↗600 | ↗712 | ↘75  | ↘57  | ↗82  |

## Достопримечательности
В селе расположена Церковь Троицы Живоначальной (1867)